# جامعة سانت بول
جامعة سانت بول هي جامعة عامة في كندا، تأسست عام 1965. تقع في مدينة أوتاوا.

## إحصائيات
يبلغ عدد طلاب الجامعة 733 طالب، منهم 260 طالب دراسات عليا.

## وصلات خارجية
- الموقع الرسمي

## بيبلوجرافيا
- Schlitt، Dale M.؛ Saint Paul University. (2008). Université Saint-Paul : hier, aujourd'hui et demain = Saint Paul University : yesterday, today and tomorrow. Ottawa: Université Saint-Paul = Saint Paul University. ISBN:978-0-919261-60-0.